# Дюпюи, Андре
Андре Пьер Луи Дюпюи (фр. André Pierre Louis Dupuy; род. 13 февраля 1940, Сустон, Франция) — французский прелат и ватиканский дипломат. Титулярный архиепископ Сельсеи с 6 апреля 1993. Апостольский нунций в Бенине, Гане и Того с 6 апреля 1993 по 27 ноября 1999. Апостольский нунций в Венесуэле с 27 марта 2000 по 24 февраля 2005. Апостольский нунций при Европейском союзе с 24 февраля 2005 по 15 декабря 2011. Апостольский нунций в Монако с 11 июля 2006 по 15 декабря 2011. Апостольский нунций в Нидерландах с 15 декабря 2011 по 21 марта 2015.